# Kiki the nano bot
kiki the nano bot 是一个益智游戏，糅合仓库番以及Kula World的游戏因素。

## 主线
kiki， 一个理智的纳米机器人来到一个到处都是发傻纳米机器人互相破坏的地方，kiki的任务是"修复（纳米机器人的）制造者"

## 游戏
每个关卡的任务完成后，出口就会出现。被发射到下一关卡。
重力垂直指向平面，所以可以紧贴任何墙壁和砖块前进。而且可以跳跃贴附到其他墙壁。
有50个关卡，
- 至少玩一点，才能晋级
- 选择统计数据("Statistics")

## 得奖
赢得了 'Best Graphics', 'Best Originality' 和 'Best Overall Game' uDevGame Game Programming Contest 2002 。

## 其他
- 纳米科技
- 重要开源游戏列表

## 链接
- kiki the nano bot —— sourceforge.net （页面存档备份，存于）
- 官网截图 （页面存档备份，存于）
- kiki the nanobot 评论 —— www.acid-play.com （页面存档备份，存于）
- interview with the creator of kiki the nano bot